# Tønsvik
Tønsvik est une localité du comté de Troms, en Norvège.

## Géographie
Administrativement, Tønsvik fait partie de la kommune de Tromsø.